# Acili Aviola (legat)
Acili Aviola (en llatí: Acilius Aviola) va ser un polític i militar romà del segle i. Era membre de la gens Acília, i feia part de la branca dels Acili Aviola.
L'any 21 va ser legat de l'emperador Tiberi a la Gàl·lia Lugdunesa, on va sufocar una revolta dels andecaus i dels túrons. Els investigadors discuteixen si aquest Acili Aviola és el mateix que Gai Calpurni Aviola que va ser cònsol sufecte l'any 24 i que podria haver estat un Acili de naixement adoptat per un Calpurni.